# 普希諾
54°50′N 37°37′E / 54.833°N 37.617°E
普希諾（俄语：Пу́щино）是俄羅斯莫斯科州南部的一個城市。位於莫斯科以南120公里奧卡河畔。2002年人口19,964人。以微生物研究為主要活動。
1966年設市。